# 高興 (百濟)
高興（韓語：고흥，？—？），是百濟近肖古王時代的學者。中國歸化百濟的漢人。
據《三國史記》百濟本紀記載：「古記云，百濟開國已來，未有以文字記事，至是得博士高興，始有書記。然高興未嘗顯於他書，不知其何許人也。」

## 脚註
1. ↑  전덕재. . 東洋學 第68輯 (檀國大學校 東洋學硏究院). 2017-07: 109. （原始内容 (PDF)存档于2022-04-23）.
2. 1 2  . 斗山世界大百科事典. （原始内容存档于2022-03-31）.
3. ↑  . 國史編纂委員會.   [2022-04-02].
4. ↑  . 國史編纂委員會. （原始内容存档于2022-06-22）.
5. ↑  金起燮. . 한국여성사학회. 2017: 9. （原始内容存档于2022-08-11）.